# Křížová cesta (Horní Lánov)
Křížová cesta v Horním Lánově na Trutnovsku se nachází západně od obce při cestě do Vrchlabí.

## Historie
Křížová cesta byla sestavena ze čtrnácti malých kamenných kapliček, které obsahovaly vyobrazení zastavení křížové cesty, a jako patnácté zastavení byl obrázek srdce Ježíšova. Neobsahovaly jméno zakladatele a rok stavby.
Dochované pískovcové bloky jsou sestaveny z podstavce, kamenného dříku a vrcholového železného kříže. Mají rozměry (výška - šířka - hloubka, v cm): patka 50 × 70 × 50, dřík 90 × 50 × 44.
Již roku 1833 stály při cestě dřevěné pomníčky s obrázky zastavení křížové cesty, které zřídil pan Renner. Později křížovou cestu koupil hospodář Anton Franz, dědeček pana děkana Franze, a nechal vyměnit dřevěné pomníčky za kamenné kapličky. O jejich údržbu a opakující se nutnou obnovu se staral uvedený pan děkan Franz.
Křížová cesta začínala na rozcestí do Vrchlabí u statku čp. 32 vdovy Franzové v Horním Lánově. Odtud pokračovala po modro-červěně označené cestě, kterou zavedl Rakousko-Krkonošský spolek.
Oprava zastavení křížové cesty proběhla v roce 2011.